# Revolução Belga
A Revolução Belga foi o conflito que levou à secessão das províncias do sul do Reino Unido dos Países Baixos e estabeleceu o independente Reino da Bélgica.
A revolução belga de 1830 fez os habitantes das províncias do sul do Reino dos Países Baixos rebelarem-se contra a hegemonia das províncias do norte, principalmente protestantes. Grande parte da população do sul eram católicos romanos, de língua francesa, ou liberais, que consideravam o governo do rei Guilherme I como despótico. Houve altos níveis de desemprego e inquietação industrial entre as classes trabalhadoras.  Dentro de algumas semanas de agosto e setembro resultou-se a revolta e secessão de Flandres, Valônia e a formação da Bélgica. Apenas parte de Luxemburgo permaneceu até 1890, em união pessoal com o Reino Unido dos Países Baixos.
Do século XIV ao século XVI, o norte e o sul se uniram e compartilharam a mesma história, primeiramente como Países Baixos Borgonheses e mais tarde como Países Baixos Espanhóis. Durante a Reforma Protestante e a Guerra dos Oitenta Anos, sete províncias se tornaram independentes do Império Espanhol, formando a República das Sete Províncias Unidas dos Países Baixos. Em 1815, após o Congresso de Viena, o norte e o sul se reuniram com o Principado de Liege. As divisões religiosas, linguísticas e econômicas que ocorreram durante os cerca de 250 anos de distância logo se tornaram claras.
Em 25 de agosto de 1830, ocorreram distúrbios em Bruxelas e lojas são saqueadas. Levantes seguiram no resto do país. Fábricas foram ocupadas e as máquinas destruídas. A ordem foi restabelecida brevemente depois que as tropas de Guilherme comprometidas com as províncias do sul, mas contínuos distúrbios e a liderança foi tomada pelos elementos mais radicais, que começaram a falar de secessão.
A batalha ocorreu em Bruxelas. Os canhões foram disparados no Parque Warande. As tropas holandesas foram forçadas a retirar por causa de deserção em massa de recrutas das províncias do sul, enquanto os Estados-gerais em Bruxelas, votaram a favor da secessão e declararam independência. Como consequência, o Congresso Nacional se reuniu e Guilherme absteve-se de uma ação militar futura e apelou para as grandes potências. O resultado foi a Conferência de Londres em que as grandes potências europeias reconheceram a independência da Bélgica. Após a instalação de Leopoldo I como "Rei dos Belgas", em 1831, o Rei Guilherme fez uma tardia tentativa militar para reconquistar a Bélgica e restaurar a sua posição através de uma campanha militar. Esta Campanha dos Dez Dias fracassou como resultado de uma intervenção militar francesa. Os holandeses aceitaram a decisão da Conferência de Londres e a independência da Bélgica, assinando o Tratado de Londres.

## Contexto

### Reino Unido dos Países Baixos
Após a Batalha de Leipzig, o exército francês de Napoleão recua ao leste do rio Reno. As terras do Reino da Holanda, previamente anexadas ao Primeiro Império Francês, agora eram controladas por Guilherme I dos Países Baixos. Durante o Congresso de Viena em 1815, Guilherme I, da Casa de Orange-Nassau, declara o Reino Unido dos Países Baixos com o suporte do Império Britânico.

### Divisões sociais, econômicas e políticas entre o norte e o sul
O novo país era dividido: no norte, a maioria era protestante e falava neerlandês (holandês), uma língua germânica; No sul do país, a população era católica e falavam ou um dialeto da língua neerlandesa, o flamengo, ou o francês, além de uma minoria que fala alemão.
A representação da população belga era menor comparada com os neerlandeses. Além disso, a comunidade católica não aprovava o rei, que era protestante. Por isso, católicos e liberais da Bélgica se uniram em 1828 para uma união de suas motivações políticas.
Em 1823, houve uma tentativa de forçar a língua neerlandesa no sul dos Países Baixos, sendo resistida pela população belga. Em 1830, a reforma foi abolida.

## Independência

### Ascensão de Leopoldo I da Bélgica
Em novembro de 1830, o Congresso Nacional da Bélgica foi estabelecido para criar e escrever a constituição do novo estado. O Congresso decidiu que a Bélgica seria uma monarquia constitucional popular. Em 7 de Fevereiro de 1831, a Constituição da Bélgica foi aprovada. Entretanto, ainda não havia um verdadeiro rei sentado no trono belga.
Até então um príncipe do reino de Saxe-Coburgo-Gota, Leopoldo foi convidado pelo Congresso para se tornar rei da Bélgica, fazendo o seu juramento ao trono no dia 21 de julho de 1831. O dia 21 de julho se tornou, desde então, o dia nacional da Bélgica.

### Os países europeus e uma Bélgica independente

Plano de partilha da Bélgica proposta pelo embaixador francês Talleyrand.

Em 20 de Dezembro de 1830 ocorre a Conferência de Londres de 1830, onde representantes diplomáticos de cinco países se reuniram: A Áustria, a França, o Reino Unido, a Prússia, e a Rússia. Inicialmente, houve discordâncias sobre uma Bélgica independente. A França, tomada por liberais em um período conhecido como a Monarquia de Julho, apoiava a independência da Bélgica, enquanto as outras nações apoiavam o status quo na Europa — as Guerras Napoleônicas ainda estavam na memória dos europeus. Nesta conferência, uma das soluções propostas foi a do embaixador francês, Charles-Maurice de Talleyrand-Périgord, conhecida como o plano de partição de Talleyrand. O plano foi rejeitado pelos outros países.

## Pós-independência

### Campanha dos Dez dias
Guilherme II não ficou satisfeito com o encontro em Londres e não aceitava a independência da Bélgica, pois dividia seu reino e afetava o tesouro do seu país. Entre 2 de agosto a 12 de agosto de 1831, inicialmente tendo sucesso contra as forças belgas em Hasselt e Leuven. Apenas com a aparição das forças francesas, sob Étienne Gérard, que as forças neerlandesas pararam de avançar sobre a Bélgica. O rei Guilherme II foi forçado, eventualmente, a assinar o Tratado de Londres.

### Tratado de Londres de 1839
Em 19 de Abril de 1839, as nações da Europa, incluindo os Países Baixos, reconheceram a independência e neutralidade da Bélgica, sendo composta pelas regiões de Flandres Ocidental, Flandres Oriental, Brabante Valão e Brabante Flamengo, a Antuérpia, Limburgo, Hainaut, Liège, além de partes de Luxemburgo e Namur.

## Ligações Externas
- 1830: A Bélgica torna-se independente